# W. Ross Ashby
William Ross Ashby (* 6. September 1903 in London, England; † 15. November 1972) war ein britischer Universalwissenschaftler, der u. a. als Psychiater und Biochemiker tätig war. Er gilt als Pionier in der Kybernetik, dem Studium komplexer Systeme. Seine Werke Einführung in die Kybernetik und Design for a Brain waren seit ihrem Erscheinen in den 1950er Jahren wegweisend in diesem Gebiet. Eine Studie der State University of New York würdigte ihn 1978 als die einflussreichste Person in den Systemwissenschaften.

## Biographie

### Werdegang
Ashby studierte 1921 bis 1924 an der Universität Cambridge (Sidney Sussex College) mit einem Bachelor-Abschluss in Zoologie, hatte daneben aber vielseitige Interessen wie Astronomie und höhere Mathematik, die er autodidaktisch studierte. Er studierte nach dem Abschluss in Cambridge Medizin am St. Bartholomew’s Hopital in London. Von 1930 bis 1936 war er Psychiater am Leavesdon Mental Hospital in Hertfordshire. 1936 bis 1947 war er Pathologe, Bakteriologe und Biochemiker am St. Andrew’s Mental Hospital. Damals begann er, sich systemtheoretisch mit dem Gehirn zu befassen. 1945/46 war er als Major zum Royal Army Medical Corps in Indien eingezogen. Ab 1947 bis zu dessen Schließung 1958 war er Biochemiker am Barnwood House Hospital in Gloucester, ebenfalls einer Nervenklinik, die als erste in Großbritannien 1939 Elektrokrampftherapie (ECT) einführte. Als Leiter der Forschungen stellte er damit zusammenhängend biochemische Untersuchungen an. 1947 baute er dort aus alten Elektronik-Teilen des Militärs seinen Homöostaten, eine selbstregulierende, auf äußere Umwelteinflüsse reagierende Maschine, die damals viel Aufsehen erregte und 1949 in einem Time-Artikel als The thinking machine porträtiert wurde. 1952 erschien sein Buch Design for a brain, das ihn bekannt machte und ihm eine Einladung von Warren McCulloch zur Macy-Konferenz in New York einbrachte. Er traf in den USA unter anderem Norbert Wiener, Claude Shannon, Mina Rees, Seymour S. Kety und Walter Pitts. Sein früheres Hobby wurde nun zunehmend seine Hauptbeschäftigung. 1955 und 1956 wurde er ans Center for Behavioral Science an die Stanford University eingeladen und 1956 erschien seine Einführung in die Kybernetik. 1959/60 war er Direktor des Burden Neurological Institute in Bristol, gab die überwiegend administrative Tätigkeit aber wieder auf und ging 1961 in die USA an das Biological Computer Laboratory der University of Illinois at Urbana-Champaign. 1970 ging er in den Ruhestand und wohnte wieder in seinem Haus nördlich Bristol. Eine Weile hatte er eine Ehrenprofessur an der University of Wales in Cardiff.

### Privates
Ashby war seit 1931 verheiratet. Aus der Ehe gingen drei Töchter hervor.
Er war Mitglied einer interdisziplinären Verbindung ehemaliger Cambridge-Studenten, die sich The Ratio Club nannte und der auch Alan Turing angehörte.

## Werke und Wirkung
Obwohl er sehr einflussreich war in der Wissenschaft komplexer Systeme, ist er heute nicht so bekannt wie etwa Norbert Wiener oder Herbert A. Simon. Ashbys Gesetz trägt seinen Namen und er lieferte die wissenschaftliche Grundlage für das homöostatische Prinzip und die Prinzipien der Selbstorganisation.

## Schriften
- Principles of the Self-Organizing Dynamic System. In: Journal of General Psychology. Vol. 37, 1947, S. 125–128 (erste gedruckte Erwähnung des Begriffs „self-organizing“).
- The applications of cybernetics to psychiatry. In: Journal of Mental Science. Vol. 100, 1954, S. 114–124
- Design for an intelligence amplifier. Automata studies, Princeton 1956
- The effect of experience on a determinate dynamic system. In: Behavioral Science. Vol. 1, 1956, S. 35–42
- Design for a Brain. 1952; 2nd edition: Chapman & Hall, 1966, ISBN 0-412-20090-2
- Introduction to Cybernetics. Chapman & Hall, 1956, ISBN 0-416-68300-2 (PDF)
  - Einführung in die Kybernetik (= Suhrkamp Taschenbuch Wissenschaft. 34). Suhrkamp, Frankfurt 1974, ISBN 3-518-27634-4
- Principles of Self-Organizing Systems. In: Heinz von Foerster & George W. Zopf, Jr. (Hrsg.): Principles of Self-Organization. Sponsored by Information Systems Branch, U.S. Office of Naval Research, 1962